# Табата, Маки
Маки Табата (яп. 田畑真紀, англ. Maki Tabata, родилась 9 ноября 1974, Мукава, Хоккайдо, Япония) — японская конькобежка, участница 5 зимних Олимпиад (1994, 2002, 2006, 2010 и 2014), вице-чемпионка зимних Олимпийских игр 2010 года, 7-кратная призёр чемпионатов мира в классическом многоборье и на отдельных дистанциях, шестикратная чемпион Азии. Выступала за команды "Fujikyu", "Daiichi" и "Nippon Tatemono Kanzai".

## Биография
Маки Табата в детском саде начала кататься на коньках на рисовом замёрзшем поле, а занялась конькобежным спортом в возрасте 6 лет, когда училась в первом классе начальной школы Мукава. В то время был построен каток родительским комитетом на территории начальной школы и поэтому все ученики стали заниматься спортом. Уже в 1-м классе она выиграла свои первые соревнования, после чего захотела каждый год получать золотые медали. Во 2 классе она упала и в личной гонке не получила медаль, но заняла 2-е место в эстафете. В 4 классе начальной школы её отец "загорелся" и стал поддерживать в её начинаниях.
В 1986 году, учась в 6-м классе начальной школы Маки выиграла крупный турнир чемпионат Томакомаи, это сделало более уверенной в себе. В 1989 году Табата выиграла дистанцию 3000 м на Всеяпонских юниорских студенческих играх, а через год выиграла на двух дистанциях 3000 и 1500 м. В 1991 году заняла 2-е место в многоборье на чемпионате Японии среди юниоров и дебютировала на юниорском чемпионате мира, заняв там 11-е место в многоборье. В 1993 году присоединилась к команде " Fujikyu", где тренировалась вместе с Сэйко Хасимото.
В 1993 году Маки выиграла 3-е место в многоборье на чемпионате Японии и на юниорском чемпионате мира в Базельге ди Пине. В феврале 1994 года участвовала в зимних Олимпийских играх в  Лиллехаммере, где заняла 16-е место на дистанции 1500 м. В межолимпийский цикл Табато не показала высоких результатов, заняв пару раз 2-е место в многоборье на чемпионате Японии, а также 9-е и 7-е места на мировых чемпионатах в классическом многоборье.
В 1997 году она упала и сломала левую лодыжку во время официальной тренировки, после чего выбыла на 3 месяца из соревновании и не попала на чемпионаты мира и на олимпийские игры 1998 года в Нагано. После восстановления от травмы в сезоне 1998/99 выиграла вновь чемпионат Японии в многоборье, а после и 1-й чемпионат Азии в Нагано. С 1999 по 2004 год она пять раз подряд выигрывала чемпионат Азии и в шестой раз в 2008 году.
В 2000 году Маки оказалась лучшей в Японии в многоборье, на дистанциях 500 и 1500 м, выиграла впервые 2-е место в забеге на 1500 м  на этапе Кубка мира в Инцелле и завоевала бронзовые медали на чемпионате мира в классическом многоборье в Милуоки и на чемпионате мира в Нагано на дистанции 3000 м.
В 2001 году Табата на чемпионате мира на отдельных дистанциях в Солт-Лейк-Сити стала 2-й на дистанции 1500 м и 3-й на 5000 м. В 2002 году она победила в очередной раз на Всеяпонском чемпионате в многоборье и на отдельных дистанциях на 1000, 1500 и 3000 м, а в феврале на зимних Олимпийских играх в Солт-Лейк-Сити заняла 6-е место на дистанции 3000 м, 9-е на 1500 м и 8-е на 5000 м. 
Через год на зимних Азиатских играх в Аомори завоевала золотые медали в забегах на 1500 и 3000 м и серебряную медаль на чемпионате мира в Берлине на дистанции 1500 м. Следующую медаль она выиграла в 2005 году на чемпионате мира на отдельных дистанциях в Инцелле, где завоевала "бронзу" в командной гонке преследования.
В 2006 году на зимних Олимпийских играх в Турине Маки была близка к медали, но вместе с партнёршами заняла 4-е место в командной гонке преследования, а на дистанциях 3000, 1000, 1500 и 5000 м заняла 14-е, 17-е, 15-е и 13-е места соответственно. В 2007 году выиграла "бронзу" на дистанции 3000 м на зимних Азиатских играх в Чанчуне. Она также выиграла чемпионат Японии в многоборье, уже в 8-й раз.
В 2008 году заняла только 20-е место на спринтерском чемпионате мира в Херенвене. В 2009 году Табата вновь стала 3-й в командной гонке преследования на чемпионате мира в Ванкувере, а в 2010 году впервые завоевала серебряную медаль в командной гонке на зимних Олимпийских играх в Ванкувере и заняла 19-е место на дистанции 1500 м. На чемпионате Азии стала 1-й в беге на 1500 м.
После Олимпийских игр 2010 в Ванкувере стала профессионально заниматься велоспортом на треке. Она представляла Японию на велотреке и выиграла золото в индивидуальной гонке преследования на 3 км на чемпионате Азии 2012 года в Куала-Лумпуре, а также завоевала серебряную и бронзовую медаль. Участвовала на чемпионате мира 2012 по трековым велогонкам, где заняла 12-е место в гонке по очкам. Она намеревалась участвовать в Олимпийских играх 2012 года в Лондоне в качестве велосипедистки, но её не отобрали в национальную сборную.
В сезоне 2012/2013 вновь вернулась в конькобежный спорт, но заняла только 3-е место на Всеяпонском чемпионате в многоборье. Однако в сезоне 2013/14 Маки смогла выиграть "серебро" на дистанции 1500 м на чемпионате страны и отобралась на этой же дистанции на олимпиаду 2014 года. В феврале на зимних Олимпийских играх в Сочи заняла 25-е место в забеге на 1500 м и 4-е место в командной гонке преследования.
Табата и после 2014 года продолжила соревноваться, выступая не только на национальных чемпионатах, но и на чемпионатах мира. В 2017 году она выиграла Кубок Японии и участвовала на 8-х Зимних Азиатских играх в Обихиро и заняла в возрасте 42-х лет 4-е место на дистанции 5000 м и 5-е на 3000 м. В декабре 2017 не прошла квалификацию на олимпиаду 2018 года, заняв 10-е место в забеге на 1500 м и 11-е на 3000 м. В 2020 году, в возрасте 45 лет поднялась на 5-е место в многоборье на чемпионате Японии.

## Личная жизнь
Маки Табата любит читать. Работала административным сотрудником в школе. С весны 2018 года она преподает студентам в качестве тренера клуба конькобежного спорта в своей средней школе Комаодома Комаки, и сама продолжает активно заниматься спортом.

## Награды
- 2000 год - названа фигуристкой года 1999/00 в Японии.
- 2010 год - награждена почетной наградой гражданина префектуры Тояма в Японии.
- 2011 год - получила специальную награду Big Sports на церемонии вручения премии Asahi TV Big Sports Awards в Японии
- 2014 год - удостоена специальной награды Японской ассоциации любительского спорта Tomakomai.